# Ludvika
Ludvika ist eine Stadt in Mittelschweden. Sie liegt im Süden der historischen Provinz Dalarna am See Väsman. Ludvika ist mit 14.018 Einwohnern der Hauptort der Gemeinde Ludvika in der Provinz Dalarnas län. Ein geringer Teil (79 Hektar) der Fläche des Ortes mit 421 Einwohnern (2015) gehört zur östlich benachbarten Gemeinde Smedjebacken.

## Geschichte

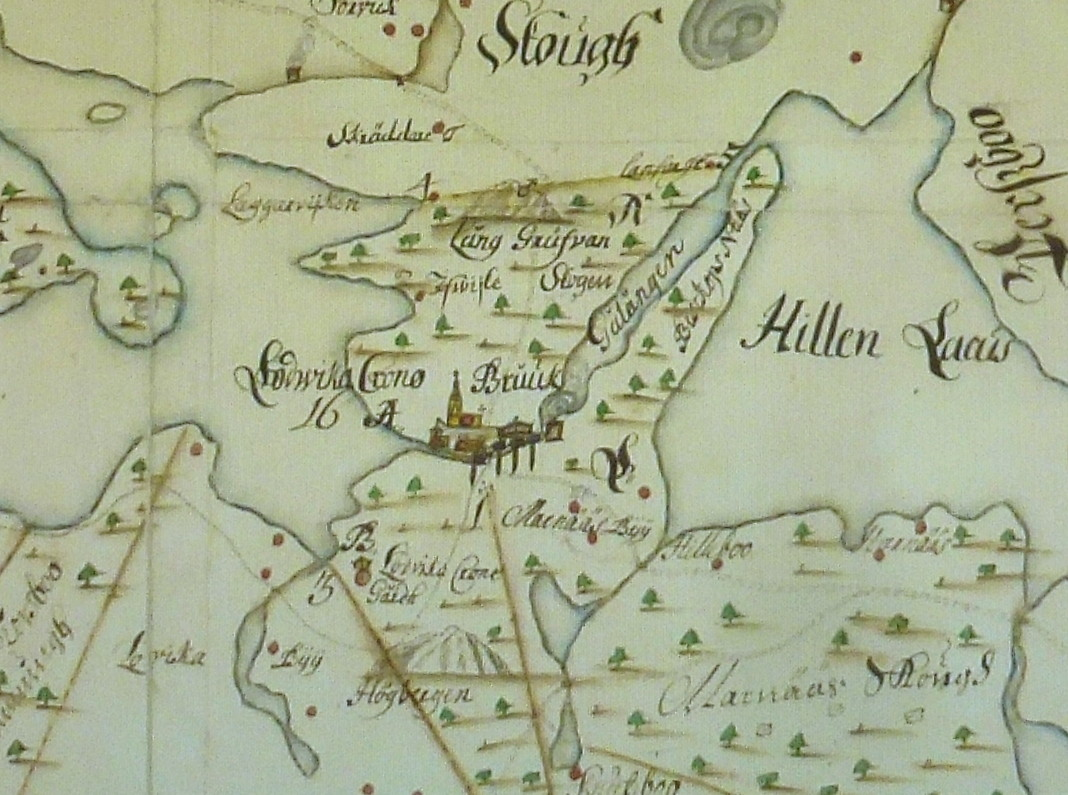
Ludvika um 1687

Im Jahre 1539 wohnten nach Schätzungen erst 30 – 50 Personen in dem kleinen Ort in der Bergbauregion Bergslagen. Um 1550 ließ König Gustav Vasa am Fluss Ludvika ström (mit einer Fallhöhe von etwa 17 Metern) ein Eisenwerk anlegen, das 1552 die Produktion aufnahm und das erste seiner Art in Schweden war. Im Verhältnis zu anderen Hüttenstandorten in Bergslagen war das Ludvika kronobruk jedoch unbedeutend; doch war es lange der dominierende Wirtschaftsfaktor in der Gegend. Erste „Konkurrenz“ entstand 1900 durch das Unternehmen Elektriska Aktiebolaget Magnet, das jedoch mit Rentabilitätsproblemen zu kämpfen hatte und schließlich 1916 an ASEA aus Västerås verkauft wurde.
1919 erhielt Ludvika mit nun 3937 Einwohnern die Stadtrechte verliehen.

## Verkehr
Lange war Ludvika ein wichtiger Eisenbahnknoten: 1858 wurde hier eine der ersten Eisenbahnstrecken Schwedens gebaut, die schmalspurige Wessman–Barkens Jernväg. Sie verband Ludvika mit Smedjebacken und dem Strömsholm-Kanal, der eine wichtige Transportachse für Waren und Reisende zwischen Bergslagen und dem See Mälaren war. 1873 wurde die Strecke nach Frövi und 1900 mit der Bahnstrecke Kolbäck–Ludvika eine Verbindung über Västerås nach Stockholm in Betrieb genommen. Zusammen mit der Eisenbahnlinie nach Sälen und einer Erzbahn vom benachbarten Grängesberg nach Oxelösund bestand zeitweise Zugverkehr in vier Himmelsrichtungen. In den 1970ern ging das Verkehrsaufkommen zurück und Borlänge übernahm die Funktion als Eisenbahnknotenpunkt.

### Eisenbahnunfall von Ludvika
Am 13. Januar 1956 ereignete sich bei Ludvika ein schwerer Eisenbahnunfall: Auf einer eingleisigen Strecke fuhren ein Güterzug und ein vor allem mit Schulkindern besetzter Triebwagen aufeinander zu. Planmäßig hätte der Güterzug im Bahnhof Ställdalen auf den entgegen kommenden Triebwagen warten sollen, was er aber nicht tat. So kam es zu einem Frontalzusammenstoß beider Züge. 20 Menschen starben, neun wurden darüber hinaus verletzt.

## Wirtschaft
Heute ist der Elektrokonzern Hitachi Energy (vormals ABB,  vormals ASEA) der wichtigste Arbeitgeber in der Stadt.

## Sehenswürdigkeiten
In der einstigen Bergbaustadt kann man das Grubenmuseum Ludvika Gammelgård besichtigen, gegründet 1938 und nach eigenen Angaben das erste industriehistorische Freilichtmuseum der Welt.

## Städtepartnerschaft
Eine Städtepartnerschaft besteht mit Bad Honnef in Deutschland.

## Persönlichkeiten
- Nils Backstrom (1901–1978), US-amerikanischer Skilangläufer
- Erik Hjalmar Lundqvist (1908–1963), Leichtathlet
- Martin Lamm (1929–1983), Künstler und Illustrator
- Bosse Broberg (1937–2023), Jazz-Trompeter
- Rolf Zetterlund (* 1942), Bandy- und Fußballspieler
- Marie Ekorre (* 1952), Filmschauspielerin
- Anders Kallur (* 1952), Eishockeyspieler
- Marie Risby (* 1955), Skilangläuferin
- Fredrik Söderström (* 1973), Fußballspieler

## Bilder

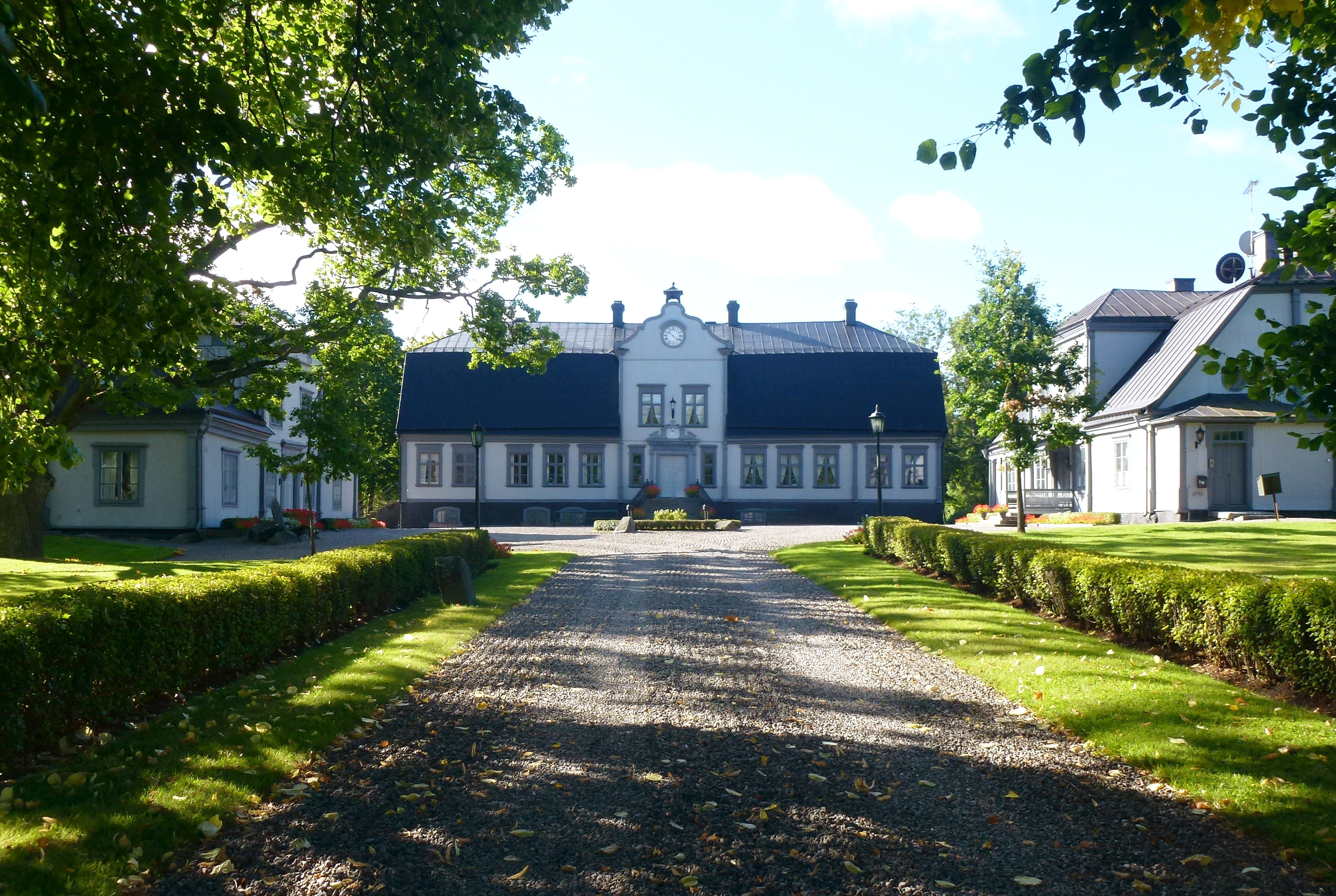
Ludvika herrenhof
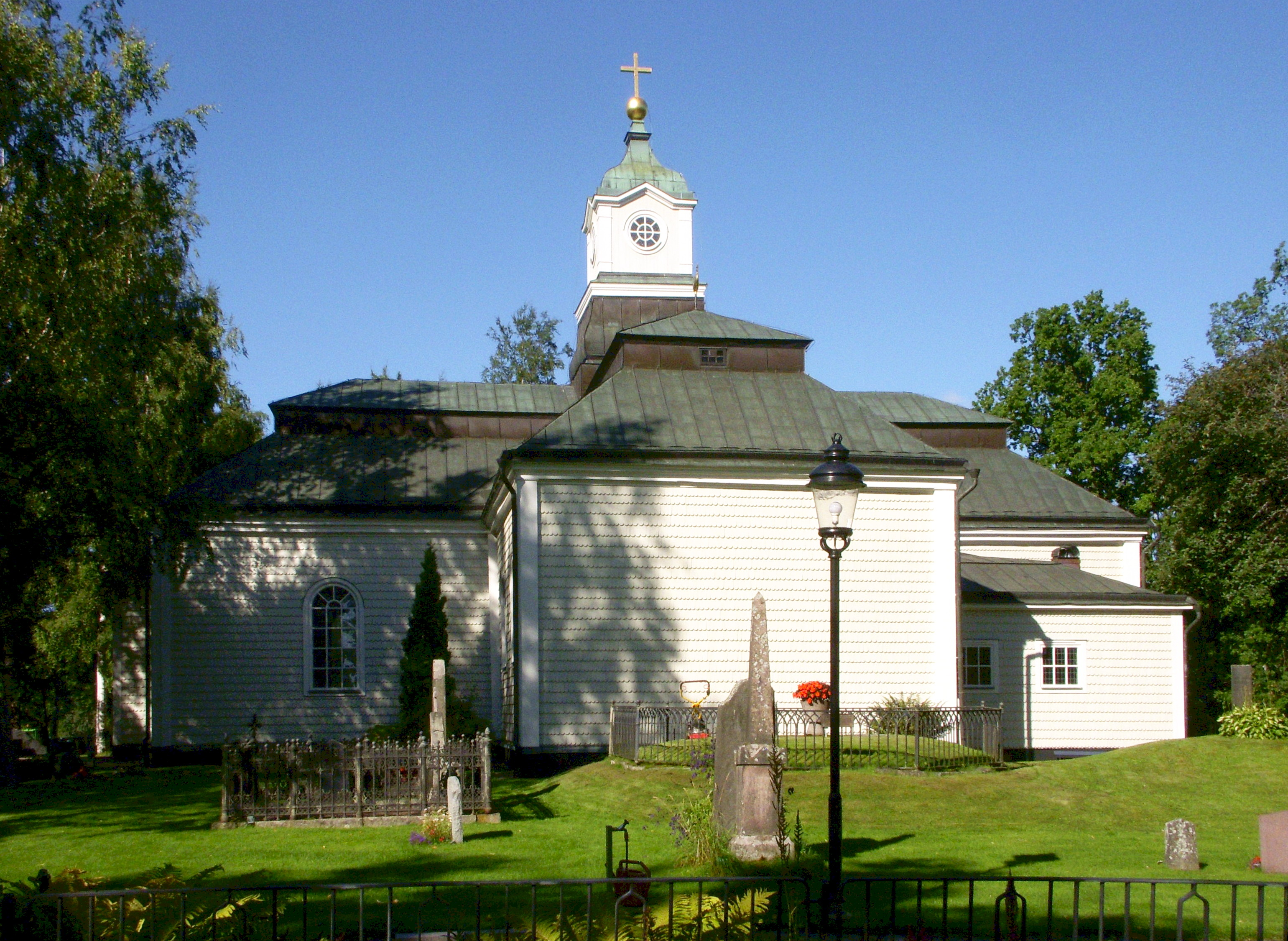
Ludvika Ulrica kyrka
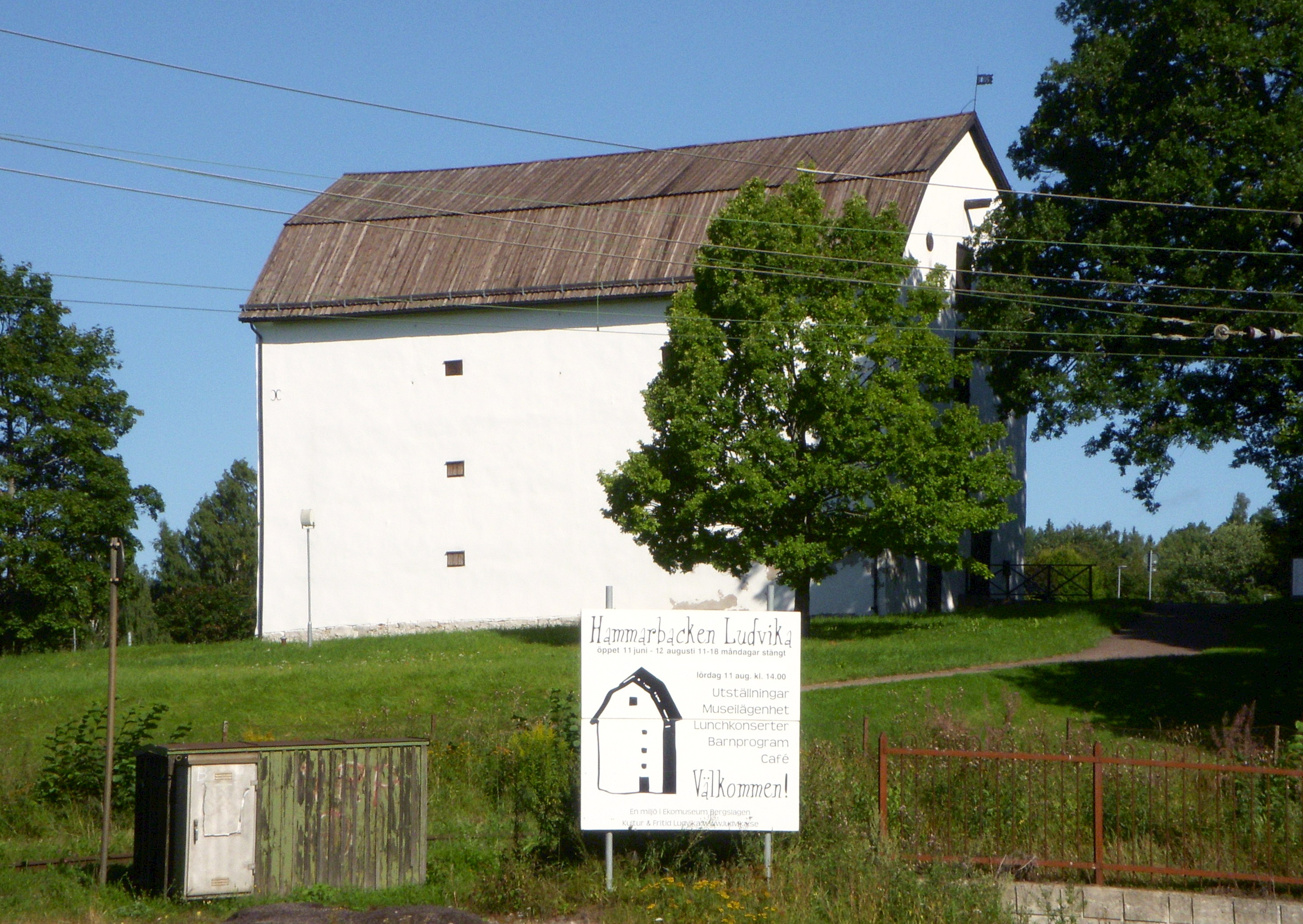
Hammarbacken
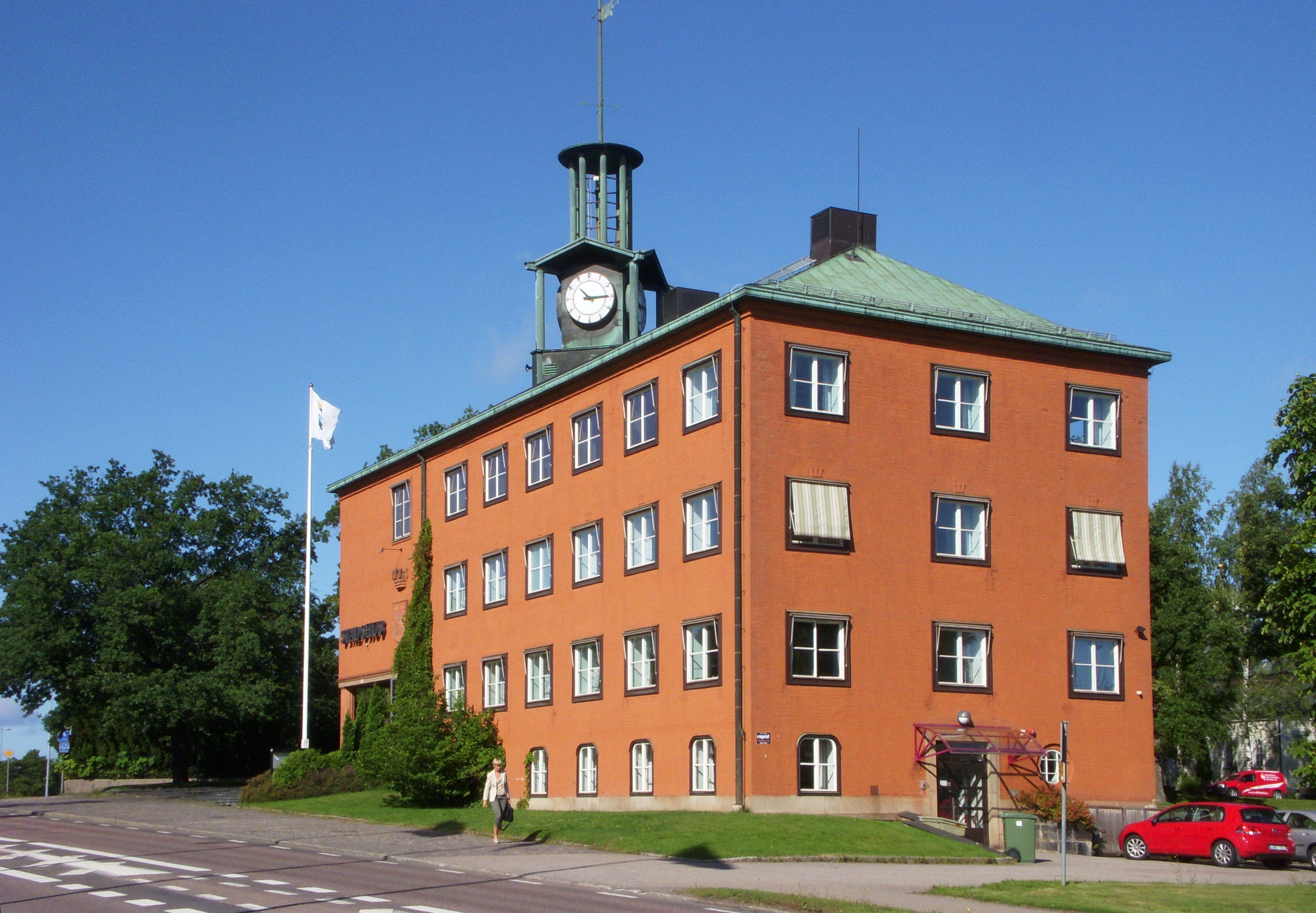
Ludvika stadshus, Architekt Cyrillus Johansson 1937
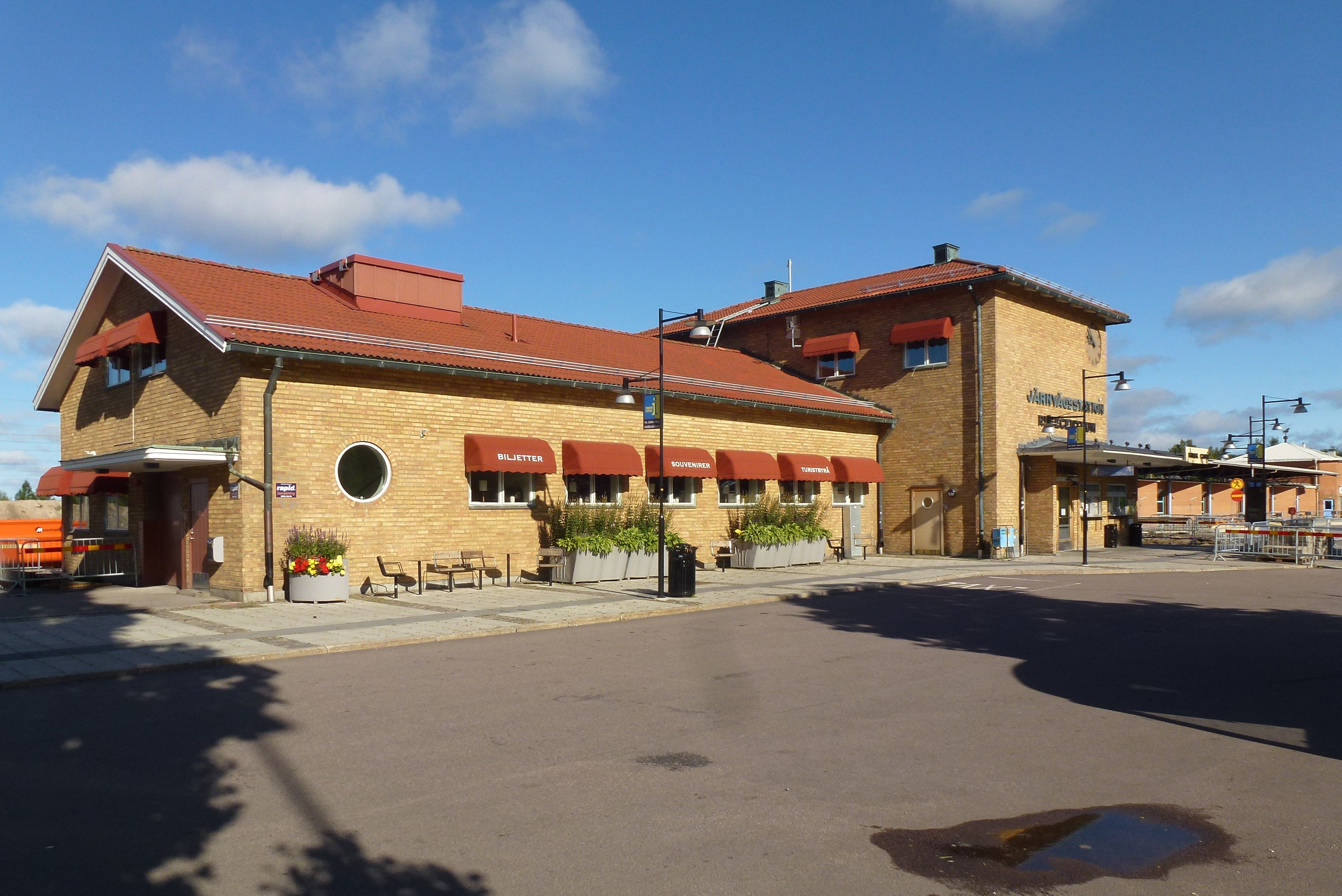
Ludvika Bahnhof, Architekt Cyrillus Johansson 1939
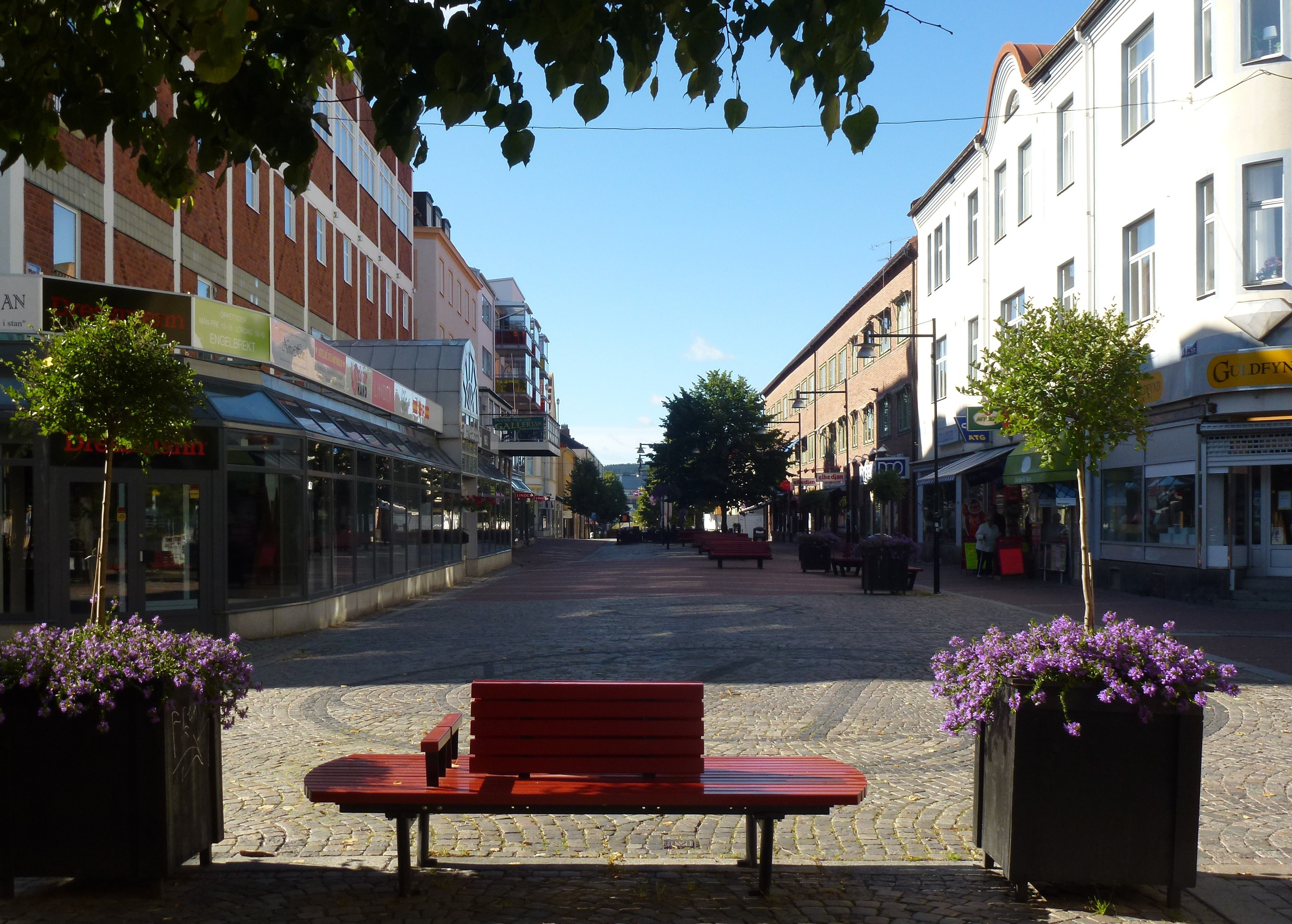
Hauptstrasse „Storgatan“
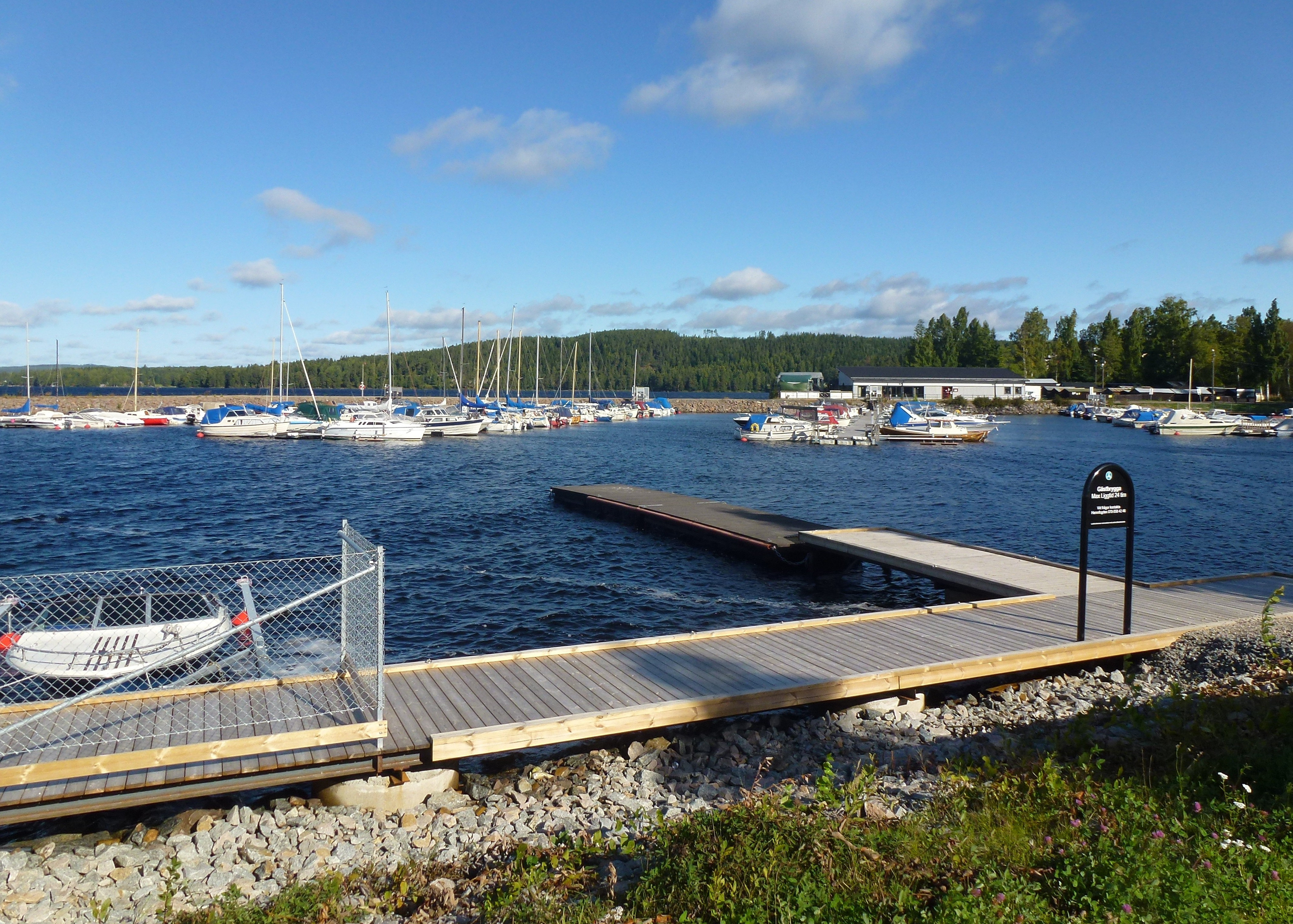
Ludvikas Hafen
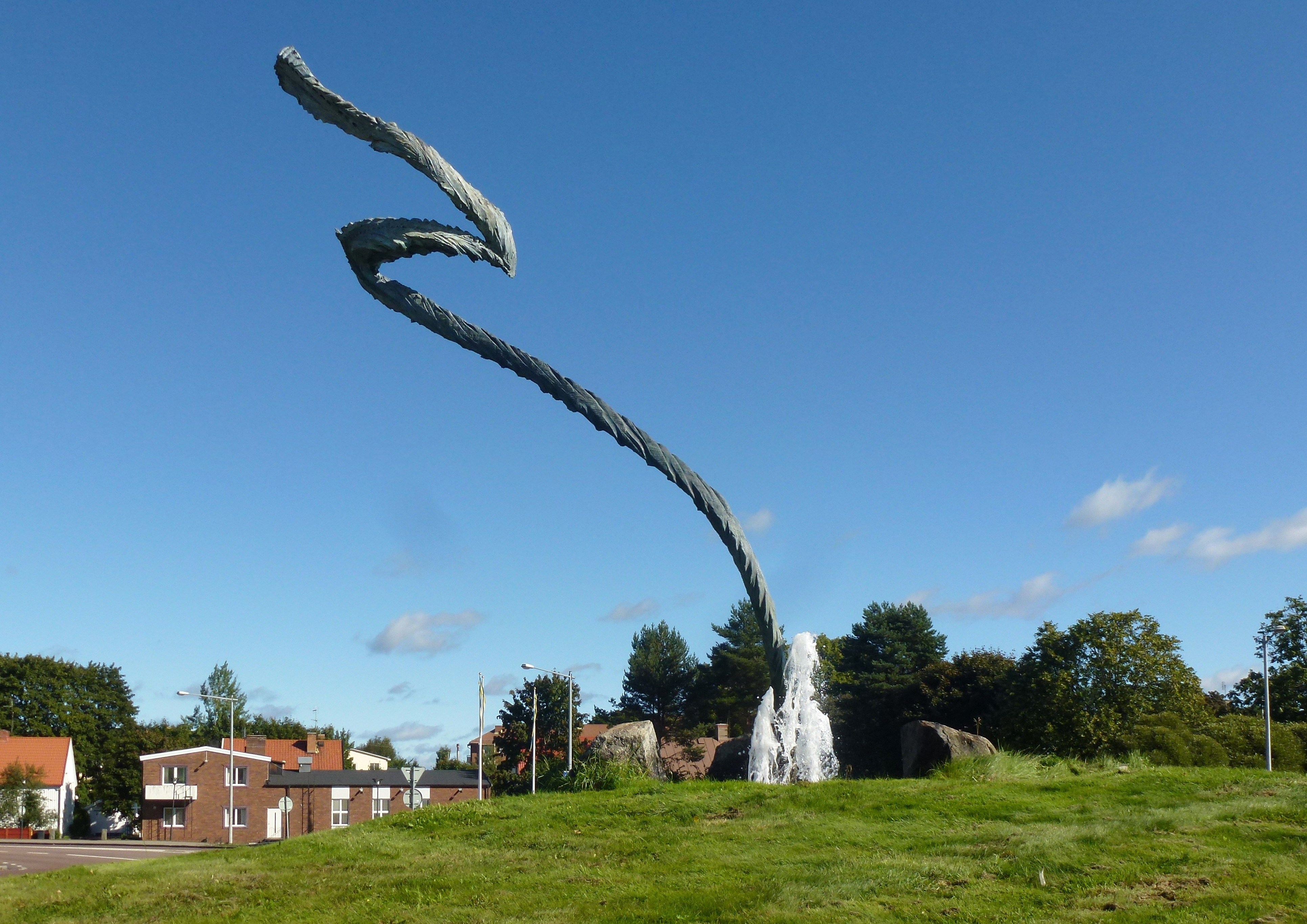
Skulptur „Blitz“